# Казареале-Чипријани (Казерта)
Казареале-Чипријани је насеље у Италији у округу Казерта, региону Кампанија.
Према процени из 2011. у насељу је живело 121 становника. Насеље се налази на надморској висини од 166 м.